# 84-та окрема механізована бригада (Україна)
84-та окрема механізована бригада (84 ОМБр, в/ч А0279) — військове з'єднання механізованих військ у складі Сухопутних військ Збройних сил України чисельністю у бригаду, яке існувало у 1992—2008 роках. Базувалась в с. Перевальне, АР Крим. Перебувала у складі 32-го армійського корпусу Одеського військового округу (з 1998 року — Південного оперативного командування).

## Історія
Бригада сформована 15 липня 1992 року. Розміщувалась на території Сімферопольського військового об'єднаного училища, що розформовувалось. 27 липня 1992 року особовий склад склав присягу на вірність українському народові. 27 липня 1992 року розпочалась бойова підготовка. Згідно з наказом Командувача військ Одеського військового округу генерал-полковника Радецький В. Г. бригада мала укомплектовуватись найкращими солдатами. В перший місяць існування бригади в ній склалось важке становище пов'язане з кадровими проблемами. Бригада була укомплектована особовим складом на 100 %, офіцерами — на 63 % (проте за списком, у якому було багато «мертвих» душ), прапорщиками — на 44 %. В бригаду були направлені 135 офіцерів, що перевелись з інших ЗС країн СНД, та 48 офіцерів з в/ч 52814 (230-й гвардійський танковий полк, м. Кривий Ріг), причому, за свідченнями Союзу офіцерів України, всі прибувші були порушниками військової дисципліни. 2/3 посад в бригаді залишались вакантними й цей дефіцит виглядав штучно створеним.
На серпень 1992 року близько половини особового складу бригади знаходилось в польовому таборі, а підготовка казарм до зимового періоду не проводилась через відсутність фондів та матеріальних засобів.
5 травня 1996 р. зі складу бригади, на посилення частин НГУ в Криму був переданий 1010-й окремий механізований батальйон, який став механізованим батальйоном 23-го полку НГУ.

## Структура
Станом на 1992—1994 рр. до складу бригади входили:
- 1010-й окремий механізований батальйон
- 1012-й окремий механізований батальйон «Роксоланія»
- 130-й окремий танковий батальйон «Січ»
- 132-й окремий танковий батальйон «Русь»
- окрема розвідувальна рота «Нічна троянда»
- 1750-й окремий гаубичний самохідно-артилерійський дивізіон
- 1760-й окремий зенітний дивізіон
- 1034-й окремий батальйон тилового забезпечення
- рота зв'язку
- батальйон РХБЗ

## Озброєння
- «Шилка»
- БМП-1